# Дябрино
Дябрино (рос. Дябрино) — селище в Красноборському районі Архангельської області Російської Федерації.
Населення становить 374 особи. Входить до складу муніципального утворення Алексєєвське сільське поселення.

## Історія
Від 2004 року входить до складу муніципального утворення Алексєєвське сільське поселення.

## Населення
| 2002 | 2010 |
| ---- | ---- |
| 581  | ↘374 |